# Anatolij Bašaškin
Anatolij Vasil'evič Bašaškin (in russo Анатолий Васильевич Башашкин?, anglosassone Anatoli Vasilievich Bashashkin, talvolta traslitterato Anatoliy Vasilyevich Bashashkin; Reutov, 23 febbraio 1924 – Mosca, 27 luglio 2002) è stato un calciatore e allenatore di calcio sovietico, dal 1992 russo, di ruolo difensore.

## Palmarès

### Giocatore

#### Club
- Campionato sovietico: 4

CSKA Mosca: 1947, 1948, 1950, 1951
- Coppa dell'Unione Sovietica: 2

CSKA Mosca: 1948, 1951

#### Nazionale
- Oro olimpico: 1

1956